# Conflit kurde en Turquie
Conflit turco-kurde
Le conflit kurde en Turquie a lieu au Kurdistan turc depuis 1984. La question kurde, née principalement à la fin de la Première Guerre mondiale et de la chute de l'Empire ottoman, agite la vie géopolitique du pays depuis la naissance de la République turque en 1923.

## Contexte

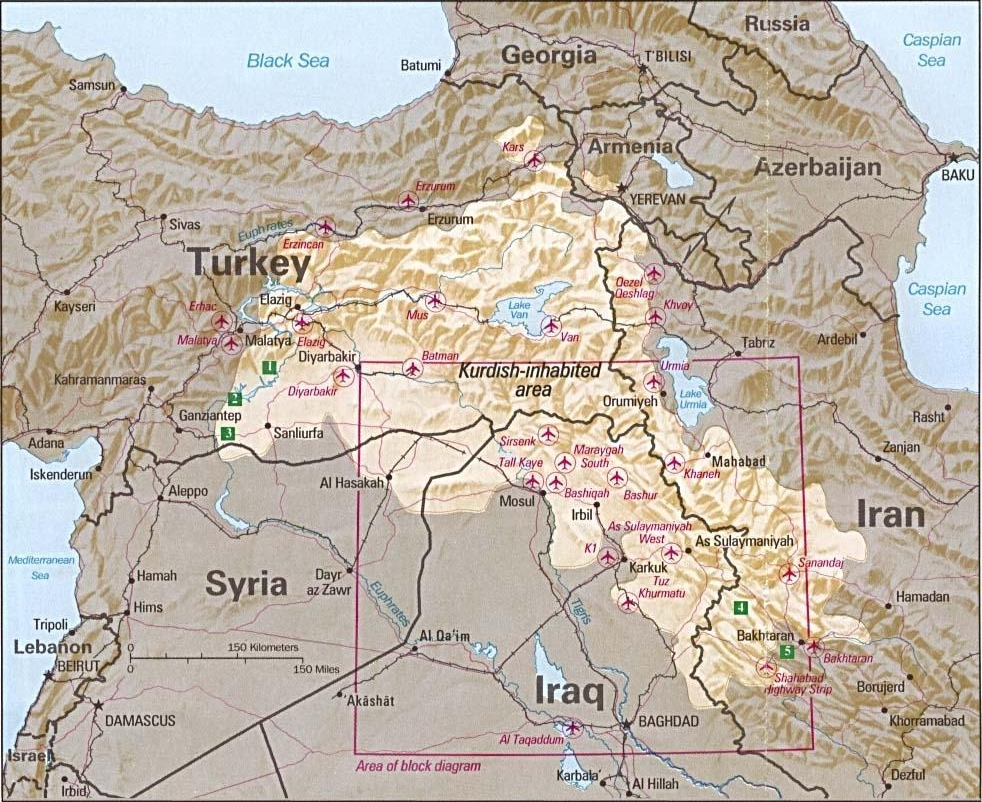
Zones de peuplement kurde.

Les Kurdes constituent en Turquie une importante minorité, de langues iraniennes au sens large (kurmandji, zazaki), représentant quelque 20 % de la population de la Turquie. L'idéologie kémaliste nie, depuis la création d'un État national turc au début des années 1920, l'identité de cette minorité qui pourrait menacer, par son antériorité, une présence turque remontant en Anatolie au XIe siècle. D'où l'interdiction systématique de la langue kurde et des répressions quasi-permanentes de la part des forces armées turques.
En 1978, le leader Abdullah Öcalan fonde le Parti des travailleurs du Kurdistan mêlant marxisme et nationalisme kurde. Voulant passer à l'action armée, ses membres subissent au début des années 1980 la répression qui suit le coup d'État du 12 septembre 1980.

## Historique du conflit

### De 1984 à 2015
L'insurrection du PKK débute véritablement en août 1984 dans la région de l'Anatolie du Sud-Est. L'état d'urgence s'étend au fur et à mesure à l'ensemble de la région et à quelques provinces voisines.
Durant la décennie 1990, le gouvernement turc reconnaît finalement l'identité kurde, promet un investissement économique dans la région et offre aux Kurdes la possibilité de s'organiser politiquement légalement, tout en menant des opérations offensives contre le PKK, jusque dans son sanctuaire irakien. L'organisation étend son action en Europe et vise directement les touristes (deuxième ressource du pays). Ses demandes de pourparlers sont toutes rejetées, l'armée menant une stratégie contre-insurrectionnelle tant dans le Kurdistan turc qu'irakien.
En 1992, l’État a lancé une vaste opération de destruction des villages kurdes. Quatre mille villages accusés de sympathie pour la rébellion sont détruits. En quelques années, cette politique a entrainé l'exil forcé de populations rurales vers les grandes villes ainsi qu'une forte immigration en Europe. Cette stratégie visait à affaiblir la guérilla kurde en la coupant de ses bases militantes.
La direction du PKK se rallie au milieu des années 1990 à l'idée que la guerre ne peut trouver d'issue militaire, la guérilla ne pouvant pas plus vaincre l’armée turque que celle-ci ne peut l’écraser. Abdullah Öcalan déclare en 1997 : « Si le gouvernement turc se déclare sérieusement prêt à négocier, nous sommes prêts à proclamer le cessez-le-feu et à ouvrir des négociations ».
Le 15 février 1999, Abdullah Öcalan est capturé à Nairobi. Un an plus tard, le PKK annonce un cessez-le-feu. Toutefois, ce dernier annonce mettre fin à son cessez-le-feu le 1er juin 2004. Le gouvernement turc estime que les effectifs de l'organisation seraient de l'ordre de 3 000 à 4 000 rebelles (en 2004), opérant principalement dans le Nord de l'Irak.
Depuis 2004, l'armée de l'air turque mène des bombardements contre les bases du PKK en Irak, en réponse aux attentats perpétrés sur le sol turc. Elle affirme ainsi avoir tué près de 100 rebelles en août 2011, lors de raids transfrontaliers.

### Cessez-le-feu de 2013-2015
Le 21 mars 2013, le chef du PKK, Abdullah Öcalan, qui purge une peine de prison à vie, appelle à la signature d'un cessez-le-feu historique avec la Turquie, à l'occasion des célébrations du Norouz.
Malgré l'annonce de ce cessez-le-feu, des raids aériens sont menés par des F-16 et F-4 Phantom II turcs le 14 octobre 2014, en réponse au bombardement par le PKK d'un avant-poste militaire turc, alors que le groupe armé est impliqué en Syrie (Kurdistan syrien) aux côtés des YPG dans la défense de Kobané contre l'organisation de l'État islamique, dans le contexte de la guerre civile syrienne.

### Insurrection de 2015-2016 et Occupation partielle turque du Rojava en Syrie

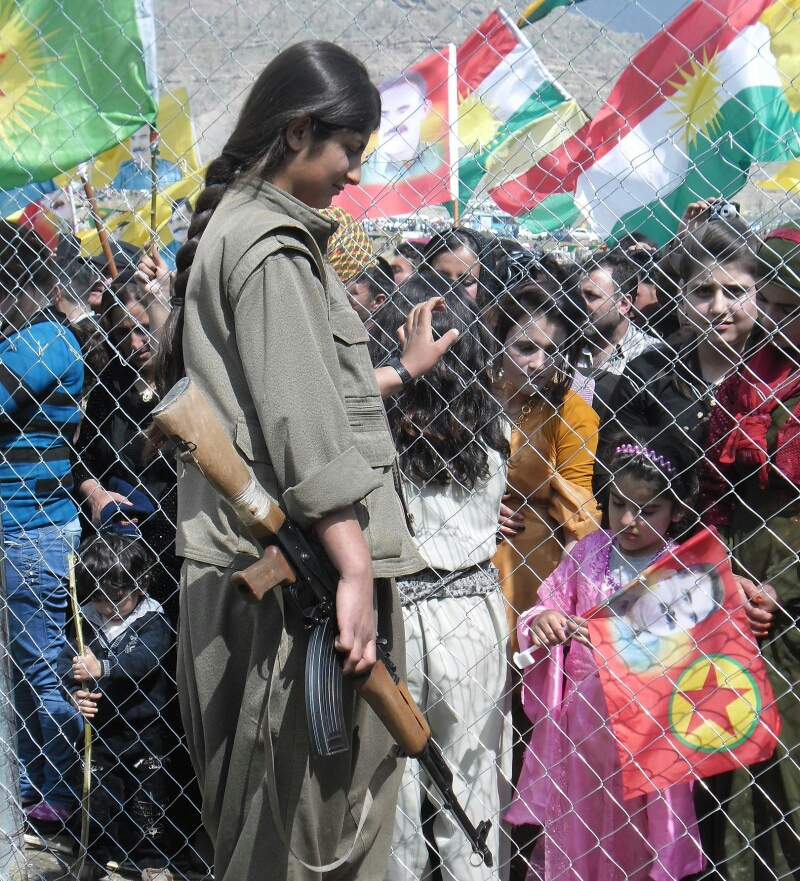
Combattante du PKK dans les montagnes de Qandil, en Irak, lors des célébrations de Norouz, le 23 mars 2014.

Le 20 juillet 2015, l'attentat anti-kurde de Suruç, ville-frontière turque, attribué à un kamikaze ayant effectué plusieurs séjours en Syrie avec l'État islamique, tue 32 volontaires de la Fédération des associations de jeunes socialistes, venus pour participer à la reconstruction de la ville-frontière syrienne jumelle de Kobané. Le lendemain, des milliers de manifestants, généralement issus de partis politiques de gauche, marchent dans plusieurs villes de Turquie pour dénoncer l'attentat de l'EI, mais accusent également le gouvernement turc de complicité avec l'EI,,. Le 22, à Ceylanpınar, deux policiers turcs sont retrouvés morts dans un immeuble, tués chacun d'une balle dans la tête. L'attaque est revendiquée le même jour par le PKK, qui déclare avoir voulu venger les jeunes militants tués à Suruç en menant une « action punitive » contre deux policiers « qui coopéraient avec le gang de Daesh »,,.
Le 23 juillet 2015, pour la première fois, des affrontements entre l'armée turque et l'État islamique éclatent sur la frontière près de la ville de Kilis. La nuit suivante, trois ou quatre chasseurs F-16 frappent des positions de l'EI en Syrie, dans le village de Havar, et font au moins neuf morts dans les rangs djihadistes, selon l'Observatoire syrien des droits de l'homme (OSDH),,,,. Le 24, la police turque lance une vaste opération "antiterroriste" dans 13 provinces du pays, au total 590 personnes liées à l'État islamique, au PKK et au DHKP-C sont arrêtées en trois jours. Une militante du DHKP-C est également tuée au cours d'une fusillade,,. Un policier est d'ailleurs abattu à Istanbul, le 26, lors de heurts pendant les funérailles de cette militante. La nuit du 24 au 25, l'aviation turque poursuit ses frappes contre l'EI dans les environs de Jerablus, mais elle mène également un raid au Kurdistan irakien et bombarde sept camps du PKK, qui était intervenu en Irak pour affronter les djihadistes,. En Turquie, plusieurs manifestations et incidents opposent des militants kurdes à la police et le processus de paix entre l'État turc et le PKK semble alors grandement compromis,.
Le 25, le HPG, branche militaire du PKK, déclare : « Les conditions de maintien du cessez-le-feu ont été rompues. Face à ces agressions, nous avons droit de nous défendre ». De son côté Massoud Barzani, président du Gouvernement régional du Kurdistan condamne les frappes aériennes turques et appelle à cesser l'escalade de la violence,. Les États-Unis se déclarent quant à eux favorable à la « désescalade » et au retour au « processus de solution pacifique », tout en affirmant respecter « pleinement le droit de [leur] allié turc à l’autodéfense » et en condamnant les « attaques terroristes » du PKK en Turquie. Le HDP déplore quant à lui la fin des négociations et accuse le président turc d'en être responsable.
La nuit du 25 au 26, l'explosion d'un véhicule piégé à Diyarbakır fait deux morts et quatre blessés, selon l'armée turque, et huit tués et onze blessés, selon les HPG, qui revendiquent l'attaque,. La nuit du 26 au 27, des positions tenues par les YPG au village de Zur Maghar, entre Jerablus et Kobané, sont également visées par des chars turcs, blessant quatre combattants et des civils, selon l'OSDH et le commandement des forces kurdes syriennes,. La Turquie dément avoir bombardé les YPG en Syrie, cependant les bombardements contre le PKK en Turquie et en Irak se poursuivent les jours suivants,. En représailles le PKK et des groupes turcs d'extrême-gauche mènent des attaques contre la police et l'armée,. Après deux années de trêve, le conflit semble relancé.
Le 1er août, le gouvernement turc affirme que les opérations ont fait au moins 260 morts du côté du PKK. Le PKK déclare de son côté n'avoir perdu que peu d'hommes dans les frappes. Du 22 juillet au 4 août, 20 militaires et policiers turcs sont également tués dans des attaques du PKK,,. Le 9 août, le bilan passe à 390 rebelles kurdes tués, selon l'agence gouvernementale turque Anatolie. Parmi les victimes, on compte 4 dirigeants et 30 femmes, ainsi que 400 blessés, dont 150 grièvement. L'aviation turque poursuit ses frappes mais bombarde surtout les rebelles kurdes ; au 1er août, plusieurs dizaines de frappes aériennes ont été menées par l'aviation contre le PKK, tandis que trois seulement ont été menées contre l'État islamique. Le 1er août, le Gouvernement régional du Kurdistan demande le départ des membres du PKK du Kurdistan irakien. Il demande également à la Turquie de cesser ses frappes aériennes, mais reproche aussi au PKK sa décision de rompre le cessez-le-feu,,,. Le 4 août, les États-Unis et l'Union européenne demandent à la Turquie de faire preuve de retenue. Johannes Hahn, le commissaire européen à l'Élargissement, déclare que « L'UE reconnaît que la Turquie a le droit de prévenir et de réagir à toute forme de terrorisme, qui doit être condamné sans ambiguïté. La réponse doit toutefois être proportionnée, ciblée et elle ne doit en aucun cas mettre en danger le dialogue politique démocratique dans le pays ». Mark Toner (en), porte-parole du département d'État, déclare quant à lui : « Nous voulons que le PKK renonce à la violence et reprenne les discussions avec le gouvernement turc (…) et nous voulons voir le gouvernement turc répondre de manière proportionnée ».

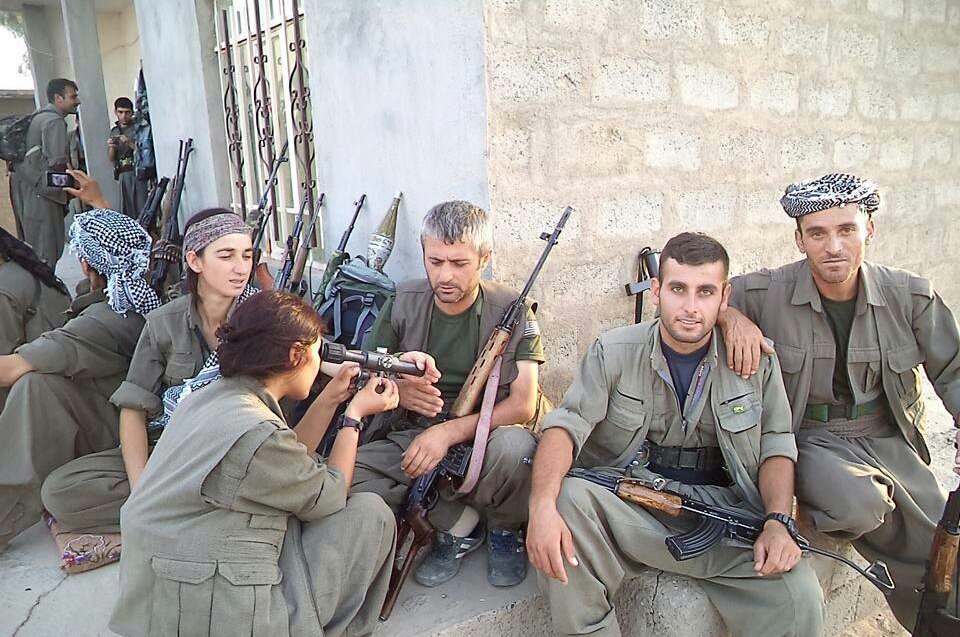
Combattants du PKK en 2015.

De nombreux habitants du Kurdistan turc sont alors galvanisés par la récente victoire de Kobané et beaucoup s'enrôlent dans les rangs du PKK. Celui-ci espère alors une insurrection générale et déclenche une offensive dans les villes : ses combattants investissent plusieurs quartiers de Diyarbakır, Nusaybin, Cizre, Şırnak, Yüksekova, Silvan et quelques autres localités. L'armée laisse se développer ces foyers d’insurrection puis lance une contre-attaque massive. Les populations ne se soulèvent pas.
La nuit du 6 au 7 septembre, un convoi de l'armée turque tombe dans une embuscade près de Daglica, 16 soldats sont tués et 6 blessés,.
La nuit du 28 au 29 septembre, l'armée turque fait un raid dans le Nord de l'Irak et tue plus de 30 combattants kurdes du PKK.
Le 10 octobre 2015, la Turquie est frappée par le pire attentat de son histoire : deux kamikazes de l'État islamique se font sauter à Ankara lors d'une manifestation pour la paix au Kurdistan. 102 personnes sont tuées et plus de 240 sont blessées,. Le même jour, le PKK ordonne à ses combattants de cesser leurs activités de guérilla en Turquie, pour ne pas nuire à la tenue d'élections « libres et justes », lors des législatives du 1er novembre.
Le 15 décembre, l'armée turque lance une vaste offensive en mobilisant plus de 10 000 hommes. Les opérations se concentrent principalement dans les environs des villes de Cizre et Silopi. Après cinq jours de combats, une source de sécurité locale affirme à l'AFP que 102 rebelles du PKK, deux militaires et cinq civils ont été tués,. Les opérations cessent le 11 février 2016, les autorités turques affirment avoir entièrement pris le contrôle de Cizre. L'état-major turc déclare le 14 février que 619 membres du PKK ont été tués en 59 jours de combats à Cizre et que 189 autres ont été tués à Sur, dans le centre de Diyarbakir. L'armée turque mène également une offensive à İdil du 16 février au 8 mars, elle affirme avoir tué 114 insurgés dans ces combats,
La tentative d'insurrection urbaine menée dans plusieurs villes se solde par un échec pour le PKK et ses combattants se replient dans les montagnes pour poursuivre la guérilla,.
Le 15 mars 2016, le TKP/ML, le PKK, le THKP-C/MLSPB, le MKP, le TKEP-L, la TİKB, le DKP, Devrimci Karargâh (en) et le MLKP forment une alliance appelée le Mouvement révolutionnaire uni des peuples,.
Le 8 septembre 2016, les autorités turques suspendent de leurs fonctions 11 500 enseignants accusés d'être liés au PKK. Selon un responsable turc, il s'agirait de suspensions temporaires le temps de l'enquête. Environ 200 manifestants protestent contre ces suspensions le lendemain à Diyarbakır mais la foule est rapidement dispersée et une trentaine de manifestants interpellés.
Depuis 2018, l’armée turque contrôle une partie du Rojava depuis la Bataille d’Afrin et l’Opération Source de Paix en 2019. L’aviation turque et les drones survole quotidiennement le Nord du Rojava pour frapper les positions du YPG considérées par la Turquie comme lié au PKK. En 2024, deux journalistes kurdes ont été tuer par une frappe de drones.
Depuis début 2024, l'Observatoire syrien des droits de l'homme a recensé 213 frappes aériennes menées par des drones turcs sur différentes positions dans les zones contrôlées par l'Administration autonome du nord et de l'est de la Syrie (AANES). Ces attaques ont fait 93 morts et plus de 56 blessés parmi les combattants du YPG, lié au PKK selon la Turquie.

### Combats en Irak
En août 2017, le PKK réussit un coup important en capturant au Kurdistan irakien, grâce à un faux informateur, deux hauts responsables des services secrets turcs (MIT) : le chef adjoint des opérations du MIT et le responsable de la lutte contre le PKK.
La Turquie lance à partir de l'été 2020 une nouvelle offensive terrestre et aérienne au Kurdistan irakien afin d'y neutraliser les bases arrières du PKK. Les bombardements effectués au moyen de drones et d’avions de chasse ont fait, selon un décompte des victimes civiles de l’ONG Christian Peacemaker Team, 97 morts et des dizaines de blessés. En outre, 126 villages ont été entièrement abandonnés et plus de 500 sont menacés de l’être entièrement. L’impact sur le secteur agricole et l’environnement est également important. Des milliers d’hectares ont été détruits par les bombardements, et des centaines d’exploitations agricoles ont été abandonnées.
Le journaliste Karokh Othman explique que « le PKK a infligé beaucoup de pertes à l’armée turque tout en perdant de nombreux combattants. Cependant, il n’a pas su empêcher l’implantation de bases turques dans les montagnes. Les drones limitent considérablement le déplacement de guérilleros, tout comme sa logistique ». La guérilla kurde ne communiquerait pas la réalité de ses pertes.
Face à la supériorité militaire écrasante de l’armée turque qui mitraille les positions du PKK avec des hélicoptères d’attaque et les bombardent avec des avions ainsi que des drones, le PKK n’a guère d’autre choix de s’appuyer sur le soutien d'une frange importante de la population locale, qui fournit abris, renseignements et approvisionnements. Le Parti démocratique du Kurdistan (PDK) de Massoud Barzani, qui contrôle le gouvernement régional du Kurdistan, appuie l'offensive turque et criminalise toute forme de collaboration avec le PKK.
L’armée turque n'hésite pas à frapper directement l’armée irakienne, tuant deux hauts gradés en août 2020 alors que ceux-ci prenaient part à une rencontre avec des guérilleros kurdes, et des gardes-frontières à plusieurs reprises. L’armée irakienne aussi n’hésite pas à riposter, en août 2024 un drone turc MALE Aksungur est abattu par les forces armées irakiennes à Kirkouk. 
En octobre 2024, le PKK a tué 5 personnes lors de l'attaque du siège des industries aérospatiales turques. 
La Turquie a par ailleurs installé plus de 135 bases militaires dans les zones montagneuses du Kurdistan irakien. En effet, rien qu’au mois d’avril, la Turquie a procédé à plus de 200 bombardements au Kurdistan irakien pour protéger sa frontière turco-irakienne contre les guérilleros du PKK.
Le 29 avril 2025, l’armée turque neutralise Kelly Freygang, une combattante du PKK d’origine allemande’’.
En juin 2025, l’armée turque met la main sur d’importantes quantités d'armes et de munitions saisies dans une grotte du nord de l'Irak.
Malgré l’annonce de dissolution et de cessez-le-feu, le PKK attaque le 26 juin une base turque en Irak à l’aide de mini-drones explosifs, plusieurs soldats turcs sont blessés dont trois sont en état d’urgence absolu.

## Négociations et dissolution (2024- 12 mai 2025)
Le 27 février 2025, Abdullah Öcalan, fondateur et dirigeant du PKK appelle à la fin de la lutte armée et à la dissolution du mouvement. Réunis en congrès au début du mois de mai, le PKK annonce accepter cette issue et s'auto-dissout le 12 mai après avoir accepté un cessez-le-feu avec les forces armées turques le 1er mars.

## Mouvements politiques pro-kurdes
Liste non exhaustive des partis politiques pro-kurdes : Parti du travail du peuple (1990-1993), Parti de la démocratie (1993-1994), Parti de la démocratie du peuple (1994-2003), Mouvement de la Société démocratique (2005), Parti de la société démocratique (2005-2009), Parti de la paix et de la démocratie (2008-2014), Parti démocratique des régions (DBP, Demokratik Bölgeler Partisi) (2014-aujourd'hui), Parti démocratique des peuples (HDP, Halkların Demokratik Partisi (2012-aujourd'hui).

## Pertes
Selon l'International Crisis Group, les pertes liées au conflit pour les 4 dernières années ont été les suivantes :
| Année   | Forces de sécurité | Insurgés    | Civils  | Total :     |
| 2008    | 143                | 657         | 49      | 849         |
| 2009    | 44                 | 78          | 67      | 189         |
| 2010    | 80-150             | 60-130      | 20      | 160-300     |
| 2011    | 77-81              | 264-295     | 41-49   | 394-413     |
| Total : | 344-418            | 1 059-1 160 | 177-185 | 1 592-1 751 |

Selon l'état-major général de la république de Turquie, la gendarmerie turque, la Direction générale de la sécurité et, depuis lors jusqu'à juin 2010, de l'analyse de Milliyet tirée des données de l'état-major général de la république de Turquie, les victimes du conflit entre 1984 et mars 2009 sont les suivantes :
| Année   | Forces de sécurité | Civils | Insurgés | Total  |
| ------- | ------------------ | ------ | -------- | ------ |
| 1984    | 26                 | 43     | 28       | 97     |
| 1985    | 58                 | 141    | 201      | 400    |
| 1986    | 51                 | 133    | 74       | 258    |
| 1987    | 71                 | 237    | 95       | 403    |
| 1988    | 54                 | 109    | 123      | 286    |
| 1989    | 153                | 178    | 179      | 510    |
| 1990    | 161                | 204    | 368      | 733    |
| 1991    | 244                | 233    | 376      | 853    |
| 1992    | 629                | 832    | 1 129    | 2 590  |
| 1993    | 715                | 1 479  | 3 050    | 5 244  |
| 1994    | 1 145              | 992    | 2 510    | 4 647  |
| 1995    | 772                | 313    | 4 163    | 5 248  |
| 1996    | 608                | 170    | 3 789    | 4 567  |
| 1997    | 518                | 158    | 7 558    | 8 234  |
| 1998    | 383                | 85     | 2 556    | 3 024  |
| 1999    | 236                | 83     | 1 458    | 1 787  |
| 2000    | 29                 | 17     | 319      | 365    |
| 2001    | 20                 | 8      | 104      | 132    |
| 2002    | 7                  | 7      | 19       | 33     |
| 2003    | 31                 | 63     | 87       | 181    |
| 2004    | 75                 | 28     | 122      | 225    |
| 2005    | 105                | 30     | 188      | 323    |
| 2006    | 111                | 38     | 132      | 281    |
| 2007    | 146                | 37     | 315      | 498    |
| 2008    | 171                | 51     | 696      | 918    |
| 2009    | 62                 | 18     | 65       | 145    |
| 2010    | 72                 | -      | -        | -      |
| Total : | 6 653              | 5 687  | 29 704   | 42 044 |

Le 31 décembre 2015, le président turc Recep Tayyip Erdoğan affirme qu'environ 3 100 « terroristes » ont été « éliminés » au cours de l'année 2015 en Turquie et en Irak. Plus de 200 militaires et policiers sont également morts au cours des affrontements. De son côté le PKK affirme déplorer 220 « martyrs » dans l'année 2015 et chiffre 1 557 tués et 544 blessés les pertes de l'armée et de la police turque. Selon Amnesty International, au moins 150 civils ont été tués de juillet 2015 à janvier 2016. En février 2016, l'AFP indique que selon l'armée 250 militaires et policiers et 750 rebelles ont été tués, de même que 200 civils selon des ONG.
Le PKK a publié ces chiffres pour les 2 dernières années de conflits (du 24 juillet 2015 au 23 juillet 2017) :
| Nombre d'opérations terrestres lancées par l'armée           | 746 |
| Attaque d'avions et d'hélicoptères                           | 1 246 |
| Bombardement (au mortier, artillerie, obus)                  | 2 338 |
| Attaque de la guérilla contre l'armée turque                 | 2 239 |
| Nombre d'attaques où la guérilla ne connait pas les chiffres | 559 |
| Nombre d'ennemis tués (soldats, policiers, etc.)             | 6 353 |
| Nombre d'ennemis blessés                                     | 2 261 |
| Nombre de véhicules militaires ennemis détruits              | 376 (dont 15 chars d'assaut) |
| Nombre de véhicules militaires ennemis endommagés            | 209 (dont 6 chars d'assaut) |
| Nombre de véhicules aériens militaires détruits              | 5 Sikorsky (hélicoptère de transport), 5 Cobra (hélicoptère d'attaque), 1 F-16 (avions de chasse) et 1 T-129 (hélicoptère d’attaque) |
| Nombre d'hélicoptères endommagés                             | 85 |
| Nombre de combattants morts au combat                        | 1 116 |
| Nombre de combattants capturés                               | 30 |

## Violations des droits de l'homme
À la fois la Turquie et le PKK ont commis de nombreuses violations des droits de l'homme pendant le conflit et la Turquie bombarde des civils Kurdes en Turquie comme ce fut le cas pour le raid aérien de Roboski (en) et plusieurs reprises des villages en Irak.

### PKK, jusqu'en 1999
L'ancien ambassadeur français en Turquie Éric Rouleau a déclaré que « selon le ministère de la Justice, en plus des 35 000 personnes tuées dans des campagnes militaires, 17 500 ont été assassinés entre 1984, lorsque le conflit a commencé, et 1998 et 1 000 personnes auraient été assassinées au cours des neuf premiers mois de 1999. D'après la presse turque, les auteurs de ces crimes, pour lesquels aucun d'entre eux n'ont été arrêtés, appartiennent à des groupes de mercenaires qui travaillent directement ou indirectement pour les agences de sécurité ».
L'ONG Human Rights Watch a déclaré ce qui suit à propos des tactiques du PKK avant le cessez-le-feu de 1999 :
- toutes les organisations économiques, politiques, militaires, sociales et culturelles, institutions et ceux qui servent sont devenus des cibles. Le pays tout entier est devenu un champ de bataille ;
- le PKK a également promis de « liquider » ou « éliminer » les partis politiques, les institutions « impérialistes » culturelles et éducatives, les organes législatifs et représentatifs, et « tous les collaborateurs locaux et les agents travaillant pour la république de Turquie[103]. » ;
- beaucoup de victimes sont des civils non armés, pris au milieu des combats entre les forces de sécurité et le PKK, ciblés par des attaques kamikazes du PKK[104].

Selon Amnesty International, le PKK a tué et torturé des paysans kurdes et certains de ses propres membres dans les années 1980. Un certain nombre de Kurdes ont été enlevés et tués parce qu'ils étaient soupçonnés d'être des « collaborateurs » ou « informateurs » et il s'agissait d'une pratique courante pour le PKK de massacrer toute leur famille.
Selon un rapport de 1996 d'Amnesty International, en janvier 1996, le gouvernement turc a annoncé que le PKK avait massacré 11 hommes près du village isolé de Güçlükonak. Sept des victimes étaient des membres de la force d'autodéfense du village.

### Gouvernement turc, jusqu'en 2016
En 2006, Éric Rouleau déclare que la persistance des violations des droits des Kurdes ethniques constitue l'un des principaux obstacles à l'adhésion de la Turquie à l'UE.
Le 17 août 2015 à Varto, une combattante kurde (Kevser Elturk) est exécutée (son corps semble avoir été déshabillé et photographié) par la police turque qui a par ailleurs tué deux civils kurdes le même weekend. Le 3 octobre, à Şırnak, un civil est tué et son corps traîné derrière un véhicule de police,.
Le 24 juin 2016, le Parlement turc vote une exemption de poursuites judiciaires pour les membres des forces armées, pour l'ensemble des actes commis dans le cadre des opérations militaires au Kurdistan turc, selon l'Institut kurde de Paris, alors que des attaques aériennes sur le village de Roboski ont été dénoncées et que des démolitions de quartiers entiers font suite aux combats dans les villes de Şırnak, Nusaybin et Sur.
La loi turque sur le cinéma, adoptée en 1986, interdit toute forme de « propagande du séparatisme » ou de tout ce qui lui est assimilé. Évoquer les actions répressives et les exactions de l'armée turque dans le cadre du conflit kurde est ainsi interdit. L’écrivain Yaşar Kemal a été condamné à 20 mois d'emprisonnement en 1996 pour des écrits qualifiés de « subversifs » sur les droits du peuple kurde.

### Rapports d'ONG
- « Turquie : l'offensive contre des zones kurdes met des dizaines de milliers de vies en danger », Amnesty International, 22 janvier 2016.

### Vidéographie
- [vidéo] Mateo Dara, Lilith Ezidi, « Rencontre avec des combattants du PKK dans le nord de l'Irak », France 24, 13 novembre 2015.